# Malvik
Malvik är en tätort i Trøndelag fylke i Norge. Malvik är definierat av Statistisk sentralbyrå och är en sammanväxning av orter på gränsen mellan Malviks kommun (där 6 066 av invånarna bor) och Trondheims kommun (534 invånare).

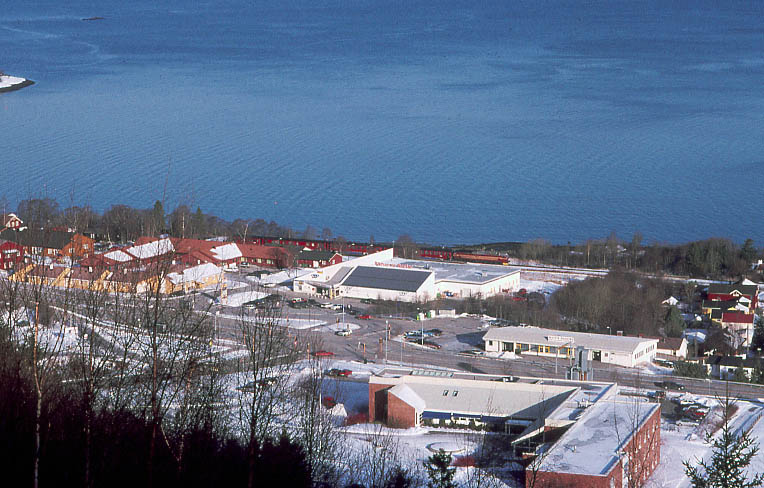
Vikhammar är en del av tätorten Malvik.